# 岩手県道207号矢巾停車場線
岩手県道207号矢巾停車場線（いわてけんどう207ごう やはばていしゃじょうせん）は、岩手県紫波郡矢巾町を通る一般県道である。

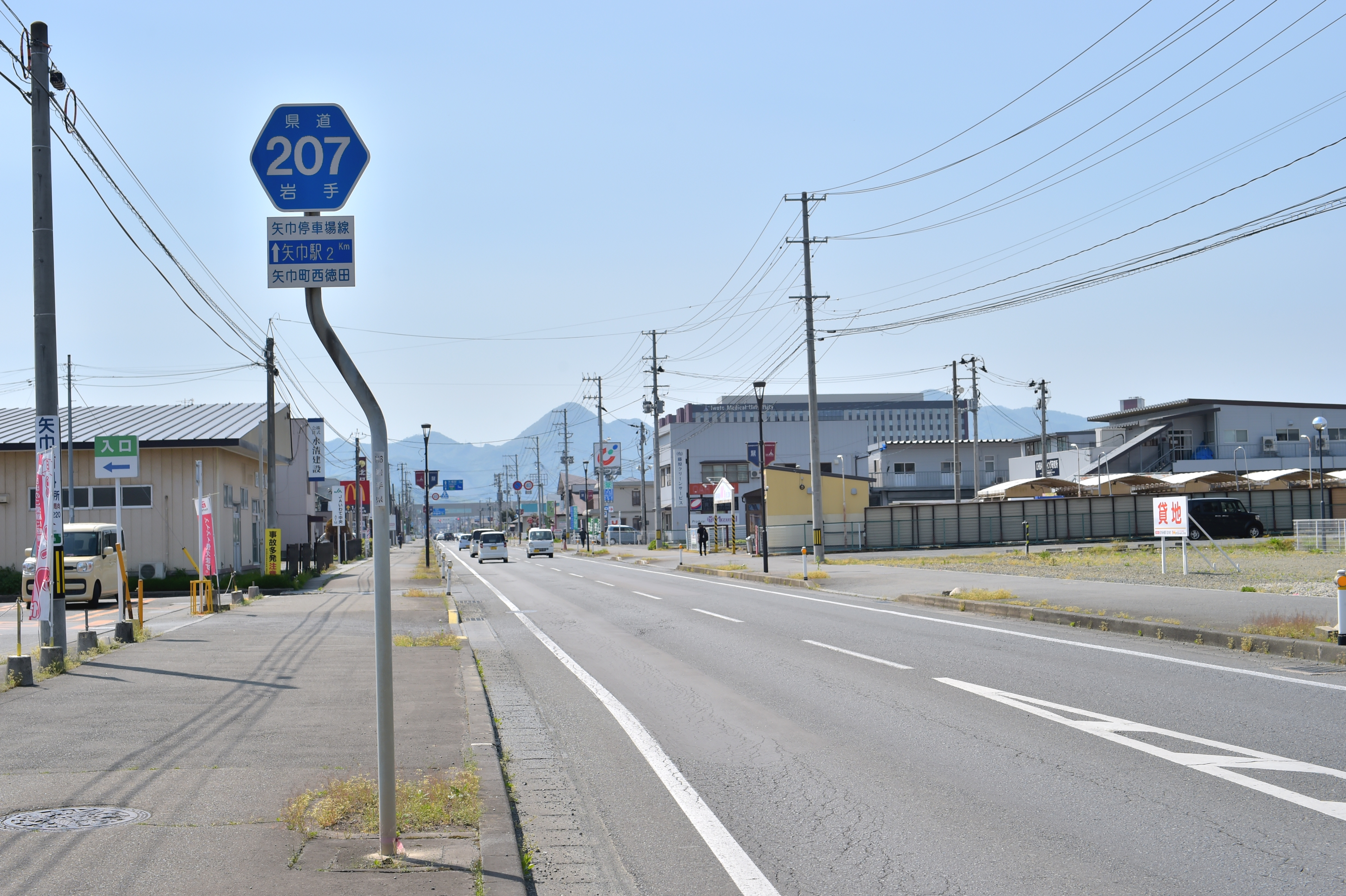
岩手県道207号矢巾停車場線
矢巾町西徳田（2024年5月）

## 概要
JR東日本東北本線 矢幅駅東口から東を通る国道4号へほぼ直線で延びる1.5 kmの路線である。
起点の場所および路線の名称には「矢巾」が使用されているが、駅名は「矢幅」である。

### 路線データ
- 実延長：1,474.6 m[1]
- 起点：矢巾停車場[1]（JR東日本東北本線 矢幅駅）
- 終点：紫波郡矢巾町西徳田[1]（矢幅駅入口交差点、国道4号・岩手県道208号大ケ生徳田線交点）

## 歴史
- 1976年（昭和51年）10月1日 - 一般県道に認定される。[1]

## 路線状況

### 重複区間
- 岩手県道205号不動矢巾停車場線（紫波郡矢巾町又兵エ新田第5地割・起点 - 紫波郡矢巾町南矢幅第7地割）

## 地理

### 交差する道路
- 岩手県道205号不動矢巾停車場線（紫波郡矢巾町南矢幅第7地割）
- 国道4号・岩手県道208号大ケ生徳田線（紫波郡矢巾町西徳田第5地割・矢幅駅入口交差点、終点）

### 沿線の施設
- 矢巾ショッピングセンター
  - マックスバリュ矢巾店
  - ホーマック矢巾店
  - ショッピングモール アルコ
- 岩手医科大学矢巾キャンパス
- スーパーマーケットマルイチ矢巾店